# Бринер, Петер
Петер Бринер (нем. Peter Briner; род. 1 ноября 1943, Цюрих) — швейцарский политический и государственный деятель, член Совета кантонов (1999—2011) от  
Шаффхаузена.

## Биография
Родился 1 ноября 1943 года в Цюрихе, кантон Цюрих, Швейцария.
После окончания обучения стал работать экономистом, а в 1976 году он был впервые избран в Совет кантона Шаффхаузен, депутатом которого являлся до 1986 года.
6 декабря 1999 года он был избран членом Совета кантонов Швейцарии от кантона 
Шаффхаузен в качестве члена «Свободной демократической партии Швейцарии», сменив на этом посту Курта Шюле. Срок его полномочий истёк 4 декабря 2011 года, после чего его сменил Томас Миндер.